# Bengt Persson (militär)
Bengt Eric Oscar Persson, född 22 april 1954 i Möllevångens församling i Malmöhus län, är en svensk militär.

## Biografi
Persson avlade marinofficersexamen vid Sjökrigsskolan 1976 och utnämndes samma år till löjtnant vid Vaxholms kustartilleriregemente, där han befordrades till kapten 1979 och major 1984. Han gick Allmänna kursen på Marinlinjen vid Militärhögskolan 1982–1983 och Högre teknisk kurs på Marinlinjen där 1985–1987. Han tjänstgjorde vid Vaxholms kustartilleriregemente till 1985, varefter han arbetade med undervattensvapen vid Försvarets materielverk 1985–1990. Han tjänstgjorde vid Kustartilleriets vapenavdelning i Sektion 2 i Marinstaben 1990–1992 och i Planeringssektion 2 i Planeringsledningen i Försvarsstaben 1992–1994. Därefter var han chef för Samordningssektionen i Produktionsavdelningen i Marinledningen i Högkvarteret 1994–1996 och utnämndes till överstelöjtnant med särskild tjänsteställning 1995. Han var chef för Underhållsbataljonen vid Vaxholms kustartilleriregemente 1997–1998, stabschef vid Kustartillericentrum under 1998 och chef för Samordningsavdelningen vid Marincentrum 1998–2000. År 1999 befordrades han till överste. Åren 1999–2000 studerade han vid Institutet för högre totalförsvarsutbildning i Försvarshögskolan. Från 2000 var han chef för Genomförandeavdelningen för grundorganisationen vid Högkvarteret och 2005 eller senare erhöll han tjänst som projektledare för budget- och planeringssystemet PRIO vid Högkvarteret.